# Goldenes Kalb (Filmpreis)/Besonderer Preis der Jury
Der Besondere Preis der Jury (Speciale juryprijz) in Form des Goldenen Kalbs war eine Auszeichnung die beim jährlich veranstalteten Niederländischen Filmfestival von der Festivalsjury an eine oder mehrere Personen vergeben wurde. Die Auszeichnung wurde erstmals im Jahr 1983 und letztmals im Jahr 2014 verliehen.

## Preisträger
| Jahr | Preisträger                                                                            | Film                                                 | Deutscher Verleihtitel                               |
| ---- | -------------------------------------------------------------------------------------- | ---------------------------------------------------- | ---------------------------------------------------- |
| 1983 | Annette Apon                                                                           | unter anderem für „Giovanni“                         |                                                      |
| 1984 | Eric de Kuyper                                                                         | Naughty Boys - a sad musical comedy                  | Naughty Boys                                         |
| 1985 | Orlow Seunke                                                                           | Pervola                                              | Pervola - Spuren im Schnee                           |
| 1986 | Jos Stelling                                                                           | De Wisselwachter                                     | Der Weichensteller                                   |
| 1987 | Will van Kralingen                                                                     | Havinck                                              |                                                      |
| 1988 | Alejandro Agresti                                                                      | El amor es una mujer gorda                           | Liebe ist eine dicke Frau                            |
| 1989 | Anneke Blok                                                                            | Uw mening graag                                      |                                                      |
| 1990 | Felix de Rooy (Regie) und Norman de Palm (Drehbuch)                                    | Ava y Gabriel                                        | Ava und Gabriel                                      |
| 1991 | Pim de la Parra                                                                        | Gesamtwerk                                           | Gesamtwerk                                           |
| 1992 | Thom Hoffman                                                                           | unter anderem für „De domeinen Ditvoorst“            |                                                      |
| 1993 | Peter Delpeut                                                                          | The Forbidden Quest                                  | verbotene Frage, Die verbotene Suche (Verweistitel)  |
| 1994 | Ariane Schluter (Drehbuch)                                                             | 06                                                   | 06                                                   |
| 1995 | Jany Temine                                                                            | Kostüme                                              | Kostüme                                              |
| 1996 | Hans Heijnen                                                                           | De waterwolf van Itteren / Uncle Frank / Strike out  |                                                      |
| 1997 | Arjan Ederveen                                                                         | Gesamtwerk                                           | Gesamtwerk                                           |
| 1998 | Sonia Herman Dolz                                                                      | „Lagrimas Negras“ oder „Black Tears“                 | Lagrimas Negras - Schwarze Tränen                    |
| 1999 | Ian Kerkhof                                                                            | Shabondama Elegy                                     |                                                      |
| 2000 | Pieter van Huystee                                                                     | Produzent                                            | Produzent                                            |
| 2001 | Hertenkamp                                                                             | (Fernsehserie der VPRO)                              | (Fernsehserie der VPRO)                              |
| 2002 | George Sluizer                                                                         | Het stenen vlot (und sein Gesamtwerk)                |                                                      |
| 2003 | Peter Blok, Pierre Bokma, Gijs Scholten van Aschat und Jaap Spijkers                   | Cloaca                                               | Cloaca - Alte Freunde                                |
| 2004 | Albert ter Heerdt und Mimoun Oaïssa                                                    | Shouf Shouf Habibi!                                  | Shouf Shouf Habibi! – Schau ins Leben                |
| 2005 | die verstorbenen Regisseure Theo van Gogh und Willem van de Sande Bakhuyzen            | Gesamtwerk (insbesondere deren letzten beiden Filme) | Gesamtwerk (insbesondere deren letzten beiden Filme) |
| 2006 | Mercedes Stalenhoef                                                                    | Ik wil nooit beroemd worden                          |                                                      |
| 2007 | Halina Reijn und Fedja van Huêt                                                        | De prins en het meisje                               |                                                      |
| 2008 | Das Stuntteam Willem de Beukelaer: Willem de Beukelaer, Marco Maas, Ronald Schuurbiers |                                                      |                                                      |
| 2009 | das ganze Filmteam                                                                     | Kan door huid heen                                   |                                                      |
| 2010 | die gesamte Besetzung                                                                  | Lang & gelukkig                                      |                                                      |
| 2011 | Rob Hillenbrink                                                                        | Special Make-Up                                      |                                                      |
| 2012 | nicht verliehen                                                                        |                                                      |                                                      |
| 2013 | Oeke Hoogendijk                                                                        | Het Nieuwe Rijksmuseum                               |                                                      |
| 2014 | Dennis Bots, Maas Bronkhuyzen, Pippa Allen und Joes Brauers                            | Oorlogsgeheimen                                      | Das große Geheimnis                                  |